# Peritrechus nubilus
Peritrechus nubilus ist eine Wanze aus der Familie der Rhyparochromidae.

## Merkmale
Die Wanzen werden 4,8 bis 5,7 Millimeter lang. Arten der Gattung Peritrechus besitzen nur einen oder zwei Sporne an den Schenkeln (Femora) der Vorderbeine. Wie auch bei der Gattung Scolopostethus tragen sie einen blassen Fleck an beiden Seiten des Pronotums, der teilweise aber nicht gut zu erkennen ist. Die Art ist Peritrechus geniculatus ähnlich, ihr drittes Fühlerglied ist aber dünner als das erste und das Pronotum ist eher quadratisch. Außerdem ist die Musterung auf der Oberseite des Körpers in der Regel etwas kräftiger ausgeprägt und es befindet sich an der Basis der Membranen der Hemielytren ein blasser Punkt. Peritrechus gracilicornis besitzt überwiegend blass gefärbte Schienen (Tibien) an den Hinterbeinen.

## Verbreitung und Lebensraum
Die Art ist von Nordafrika, dem Mittelmeerraum bis in den Süden Skandinaviens und östlich bis in den Westen Sibiriens und die Kaspische Region verbreitet. Sie ist in Deutschland weit verbreitet und im Süden seltener als im Norden. In Österreich ist sie nur lokal verbreitet. Sie ist in Mitteleuropa nach Peritrechus geniculatus die zweithäufigste Art der Gattung. In Großbritannien ist sie in den Counties, die im Süden und Osten an die Küste angrenzen, lokal verbreitet. Besiedelt werden wie bei Peritrechus geniculatus verschiedene offene bis halbschattige, mit Gras bewachsene Lebensräume, bevorzugt aber feuchtere Lebensräume wie Ufer von Gewässern, Feuchtwiesen, Waldränder, aber auch Kulturland. Nur selten findet man die Art auch auf trockenen, sandigen Böden und im Osten Mitteleuropas auch auf Salzböden.

## Lebensweise
Es ist nicht bekannt, ob sie an bestimmte Nahrungspflanzen gebunden sind.

## Belege